# Moses H. Kirby

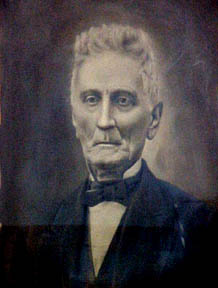
Moses H. Kirby

Moses H. Kirby (* 21. Mai 1798 im Halifax County, Virginia; † 3. März 1889/1893 in Upper Sandusky, Ohio) war ein US-amerikanischer Jurist und Politiker. Er saß in der Ohio General Assembly und war von 1831 bis 1834 Secretary of State von Ohio.

## Werdegang
Moses H. Kirby und sein Zwillingsbruder Jacob wurden 1798 im Halifax County geboren. Sie waren der dritte und der vierte von fünf Söhnen der Quäker Ruth Hendrix und Obediah Kirby. Ihr Vater verstarb 1808 im Halifax County. Der älteste Sohn Samuel fiel bei der Verteidigung von Norfolk während des Britisch-Amerikanischen Krieges. Danach zog Ruth mit ihren vier verbliebene Söhne 1814 nach Hillsboro (Ohio). Ruth sandte Moses und Jacob auf eine klassische Schule in Ripley (Ohio) und dann auf die University of North Carolina, wo sie 1819 ihren Abschluss machten. Moses H. Kirby studierte Jura und nach seiner Zulassung als Anwalt wurde er zum Staatsanwalt (Prosecuting Attorney) im Highland County ernannt – ein Posten, welchen er zwischen 1825 und 1830 innehatte. Während dieser Zeit saß er mit Unterbrechungen zwischen 1826 und 1831 im Repräsentantenhaus von Ohio. Die Ohio General Assembly wählte ihn 1831 im sechsten Wahlgang zum dritten Secretary of State mit einer dreijährigen Amtszeit. Dabei ging er bei der Wahl als Sieger über sechs Mitbewerber heraus. Er bekleidete den Posten bis 1834.
Nach dem Ende seiner Amtszeit als Secretary of State ließ er sich in der Nähe von Upper Sandusky nieder, was heute ein Teil von Wyandot County ist. Kirby war dort als Anwalt tätig und als Agent für das Wyandotreservat bis zu ihrer Umsiedlung aus dem Staat. Er war einer der ersten Bewohner der Stadt, nachdem die Indianer 1843 umgesiedelt wurden. Die erste Sitzung des Court of Common Pleas in dem neugeformten Wyandot County wurde 1845 in Kirbys Kanzlei abgehalten. Er erhielt auch öffentliche Gelder vom Federal Land Office in Upper Sandusky während der Amtszeit von Präsident John Tyler.
Moses H. Kirby gehörte bis zu ihrem Zerfall der Whig Party an. Danach trat er der Republikanischen Partei bei. Zwischen 1880 und 1884 saß er dann im Senat von Ohio.
Kirby war mit Emma Miner verheiratet. Ihre drei Söhne kämpften während des Bürgerkrieges. Kirby war der älteste lebende Freimaurer im Staat, als er am 3. März 1889 oder 1893 in Upper Sandusky verstarb.